# Eilif Peterssen

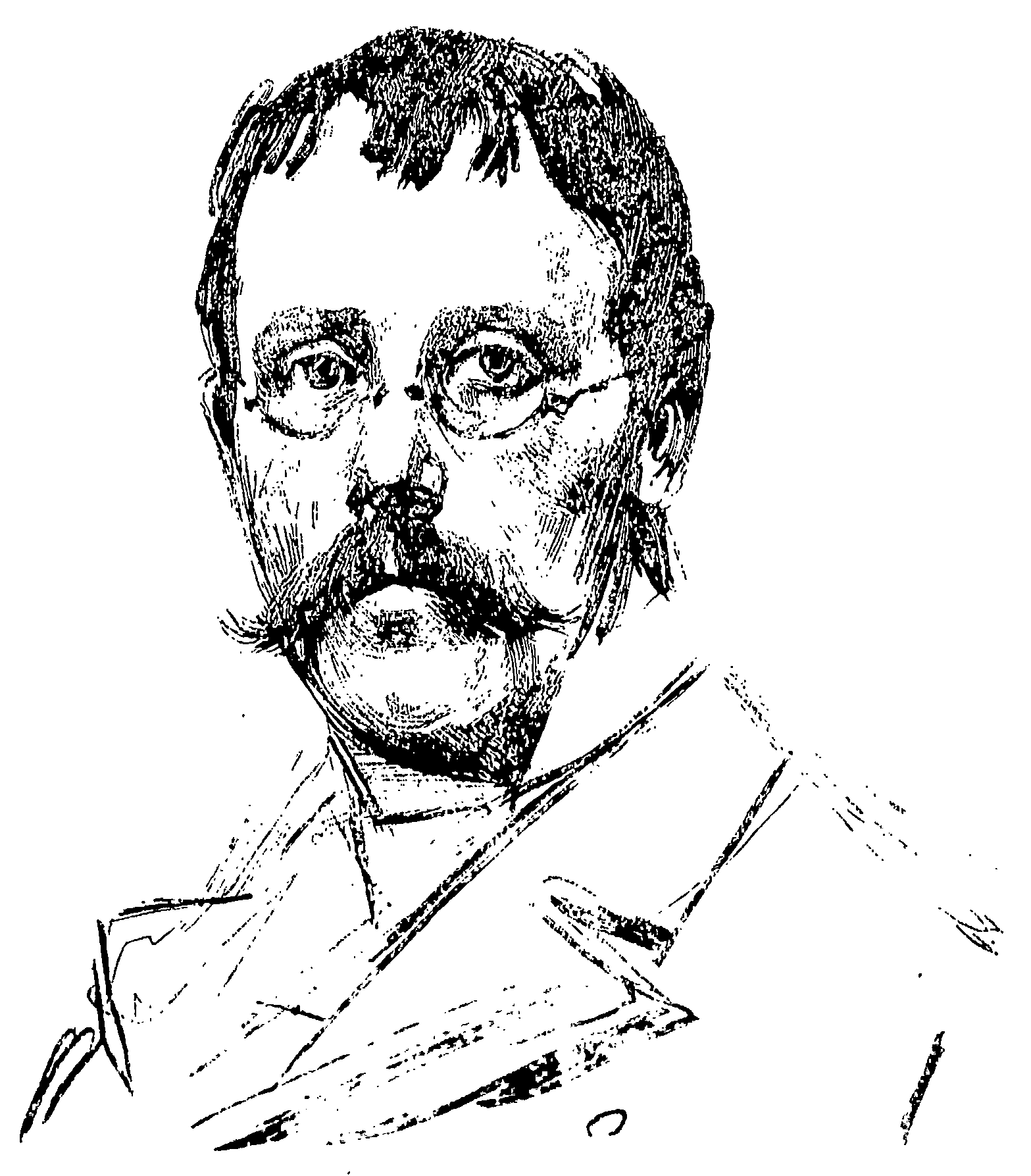
Eilif Peterssen, Zeichnung von Christian Krohg

Hjalmar Eilif Emmanuel Peterssen (* 4. September 1852 in Kristiania; † 29. Dezember 1928 in Lysaker) war ein norwegischer Maler. Er malte in verschiedenen Stilrichtungen und war sowohl als Maler für Historienmalerei als auch für Altartafeln tätig.

## Leben
Peterssen kam im Jahr 1852 im heutigen Oslo als Sohn von Jon Peterssen (1814–80) und Anne Marie Andersen (1812–87) zur Welt. Sein Vater arbeitete als Buchhalter beim Akershus Hovedarsenal. Er war eines von acht Kindern seiner Eltern, allerdings starben seine Geschwister in jungem Alter. Mit seiner kunstinteressierten Familie wuchs Peterssen in Hegdehaugen auf, was zu dieser Zeit ein Teil der damaligen Kommune Aker war. Nach seiner Schulzeit an der Nissens Latin- og Realskole, wo er den später ebenfalls berühmten Künstler Christian Krohg kennenlernte, begann Peterssen mit seiner Ausbildung zum Künstler. Sein Talent war davor unter anderem von Peter Christen Asbjørnsen und Hans Gude entdeckt worden.

### Ausbildung
Zunächst war er Schüler an der Kunstschule Den kongelige Tegneskole. Im Jahr 1869 wurde er an der Malereischule von Johan Fredrik Eckersberg aufgenommen. Da Eckersberg 1870 starb, wechselte er im Herbst 1870 für eine kurze Zeit zu Knud Bergslien und Morten Müller. Im Jahr darauf ging Peterssen nach Kopenhagen, wo er als Schüler vom dänischen Maler Jørgen Roed an der dortigen Kunstakademie studierte. In Kopenhagen traf er auf mehrere dänische Historienmaler. Zu diesem gehörten Kristian Zahrtmann, Carl Bloch und Vilhelm Marstrand. Im Herbst 1871 begann er unter den deutschen Malern Wilhelm Riefstahl und Ludwig Des Coudres in Karlsruhe zu studieren. In Karlsruhe hatte der norwegische Maler Hans Gude eine Professur und zählte zu Peterssens größeren Einflüssen. Auch in Karlsruhe bestand erneut Kontakt zur Historienmalerei, unter anderem durch Carl Friedrich Lessing. Peterssen malte in  Karlsruhe schließlich seine ersten frühen Historienwerke.

### Zeit in München
Um sich weiter im Bereich der Historienmalerei vertiefen zu können, kam er im Herbst 1873 von Karlsruhe nach München an die Akademie der Bildenden Künste, wo er Wilhelm von Diez zum Lehrer hatte. In seiner Zeit in München fertigte Peterssen seine ersten größeren Historienmalereien an. Seine ersten Werke waren dabei noch stark vom Stil seines Lehrers geprägt. Das Bild Christian 2 underskriver Torben Oxes dødsdom weckte Aufmerksamkeit und Peterssen wurde damit in der deutschen Kunstszene bekannt. Das Werk gilt zudem als eines der Hauptwerke der norwegischen Historienmalerei. Peterssen bekam in der Folge Aufträge für Porträts und lernte bekannte Künstler wie Wilhelm Leibl und Franz von Lenbach kennen. Peterssens Porträts wurden teilweise stark von den Techniken Leibls geprägt. In München fungierte er ab 1875 als Lehrer und hatte unter anderem Künstlerinnen wie Kitty Kielland, Asta Nørregaard, Marie Luplau, Emilie Mundt  und Harriet Backer als Schülerinnen. In der Zeit zwischen 1875 und 1878 malte er bekannte Porträts von Personen wie Hans Heyerdahl, Harriet Backer, Henrik Ibsen und Johan Svendsen.  Ibsen lernte er in München kennen. Im Frühjahr sowie im Herbst 1875 hielt Peterssen sich in Venedig auf, wo er die venezianische Malerei studierte.

### Künstlerische Tätigkeit in Italien und Norwegen
Im Sommer 1878 verließ Peterssen München und er war bis 1879 wieder in Norwegen. Ein Angebot, in München Professor zu werden, lehnte er ab. In Norwegen betätigte er sich als Maler von Altartafeln für norwegische Kirchen. Er gestaltete im Alter von 26 Jahren die Altartafel für die Johannes Kirke, die unter dem Zweiten Weltkrieg schließlich verschwand. Mit der Zeit entwickelte er sich zu einem der bedeutendsten norwegischen Kirchenmaler seiner Zeit. Als seine wichtigste Altartafel gilt Hyrdenes tilbedelse, die er von 1880 bis 1881 für die Kulturkirken Jakob in Oslo anfertigte. Seine historischen und religiösen Malereien waren in den ersten Jahren von der venezianischen Malerei und deren Vertretern wie Tizian und Giorgione beeinflusst.
In den Jahren 1879 bis 1883 hielt er sich in Italien auf. Im Jahr 1880 malte Peterssen in Italien seine ersten naturalistischen Bilder. Als Vorbild fungierte dabei der Maler Peder Severin Krøyer. Peterssen malte dabei traditionelle italienische Motive, war aber auch von moderner französischen Kunst im Bereich des Impressionismus beeinflusst. Neben dem Impressionismus entwickelte er mit der Zeit auch eine Faszination für romantische Kunst. In diesem Rahmen entstand das Bild Sommerkveld, Sandø von ihm auf der Insel Sandø. Das Werk inspirierte wiederum Edvard Munch zu ähnlichen Bildern. Im Jahr 1886 malte er mit Sommernatt (deutsch Sommernacht) eines seiner bekanntesten Bilder. Des Weiteren malte er zu der Zeit Porträts von Personen wie Edvard Grieg, Arne Garborg und Alexander Lange Kielland. Peterssen war Jurymitglied bei der Weltausstellung 1885 und der Weltausstellung Paris 1889.

### Letzte Jahre
In den 1890er-Jahren fertigte Peterssen weniger bedeutende Bilder als in der Zeit davor an und ab 1900 malte er kaum noch größere Werke. Er betätigte sich stattdessen als Porträtmaler für die Universität Oslo und andere öffentliche Einrichtungen. Er starb im Dezember 1928 in Lysaker in der Kommune Bærum.

## Familie
Im September 1879 heiratete er Inger Birgitte Cecilie Nicoline Bache Ravn, geborene Gram. Deren Schwester Andrea, eine seiner Schülerinnen in München, hatte er zuvor im Bild Andrea Gram porträtiert. Seine erste Frau starb 1882. Im Februar 1888 heiratete er in Time mit Frederikke Magdalene Kielland, die Cousine von Kitty Kielland, seine zweite Ehefrau.

## Rezeption
Eilif Peterssen entwickelte sich im Laufe seiner Karriere in Norwegen zu einem bedeutenden Künstler seiner Generation, die heute als goldenes Zeitalter der norwegischen Kunst gilt. Peterssen galt dabei als einer der internationalsten Künstler Norwegens. Er war der erste Maler seiner Generation, der in der Nasjonalgalleriet ausgestellt wurde.

## Werke (Auswahl)
- Bryggen Sandvika – 1888, Öl
- Nocturne, 1887, Nationalmuseum Stockholm
- Sommernatt, 1886, Pinakothek München
- Notte d’estate nell’isola di Sandø – 1884, Nationalmuseum Oslo
- Porträt Harriet Backer, 1878
- Porträt Henrik Ibsen, 1876

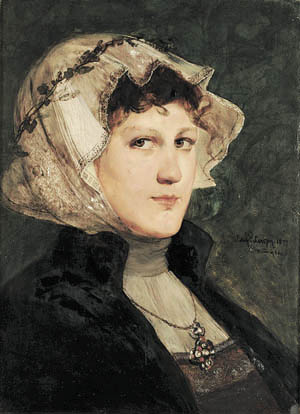
Kvinne (1877)
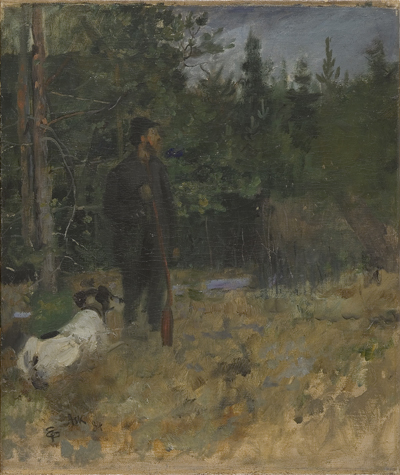
Jeger i skogen ved Ask  (1884)
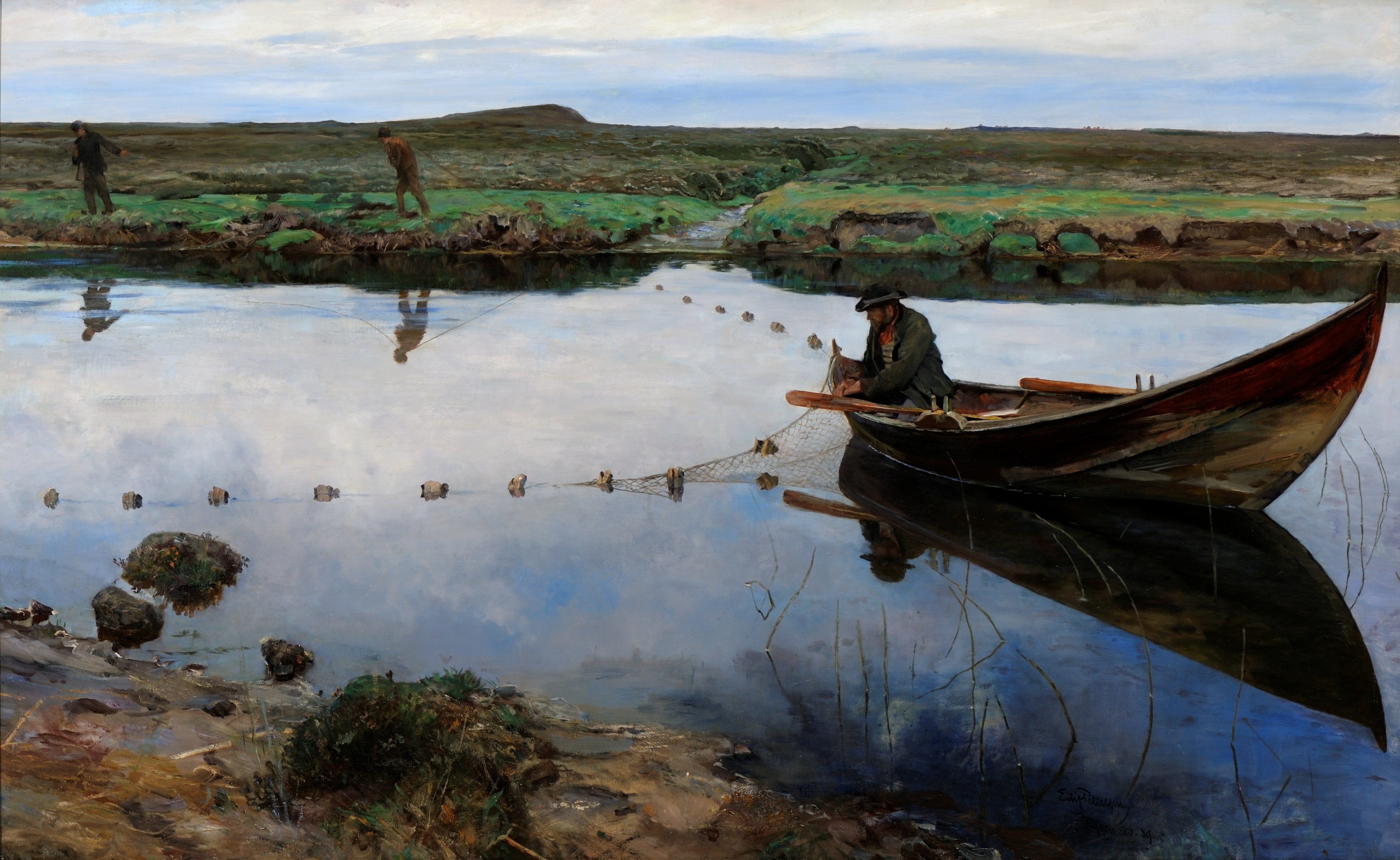
Laksefiskeren (1889)
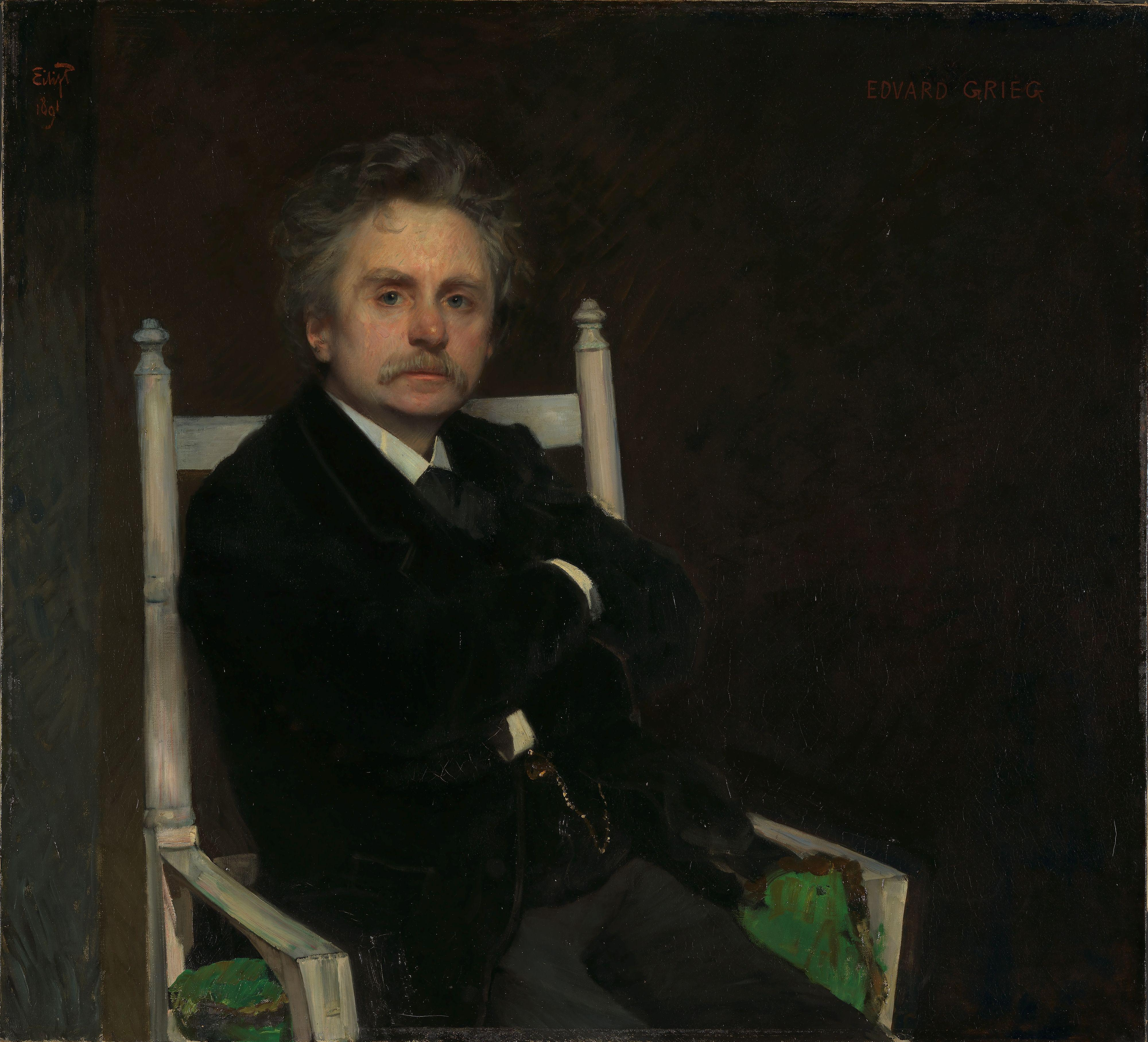
Edvard Grieg (1891)
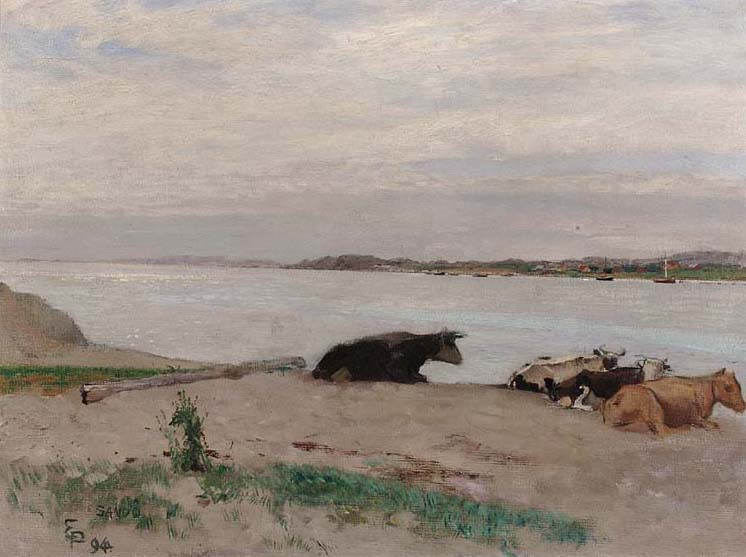
Sandø (1894)
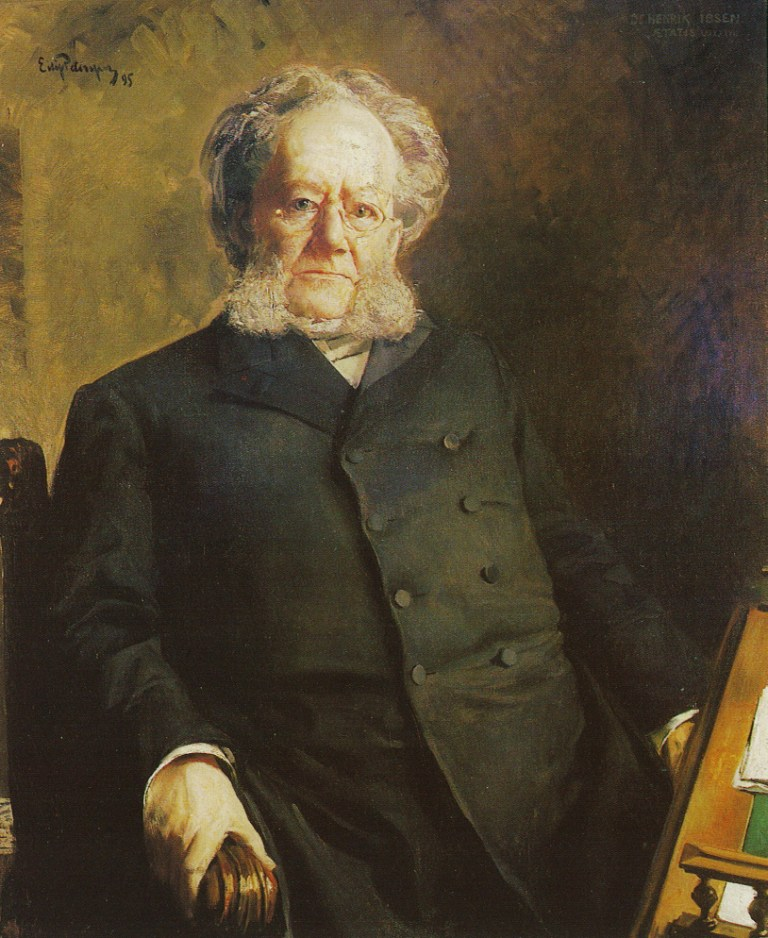
Henrik Ibsen (1895)
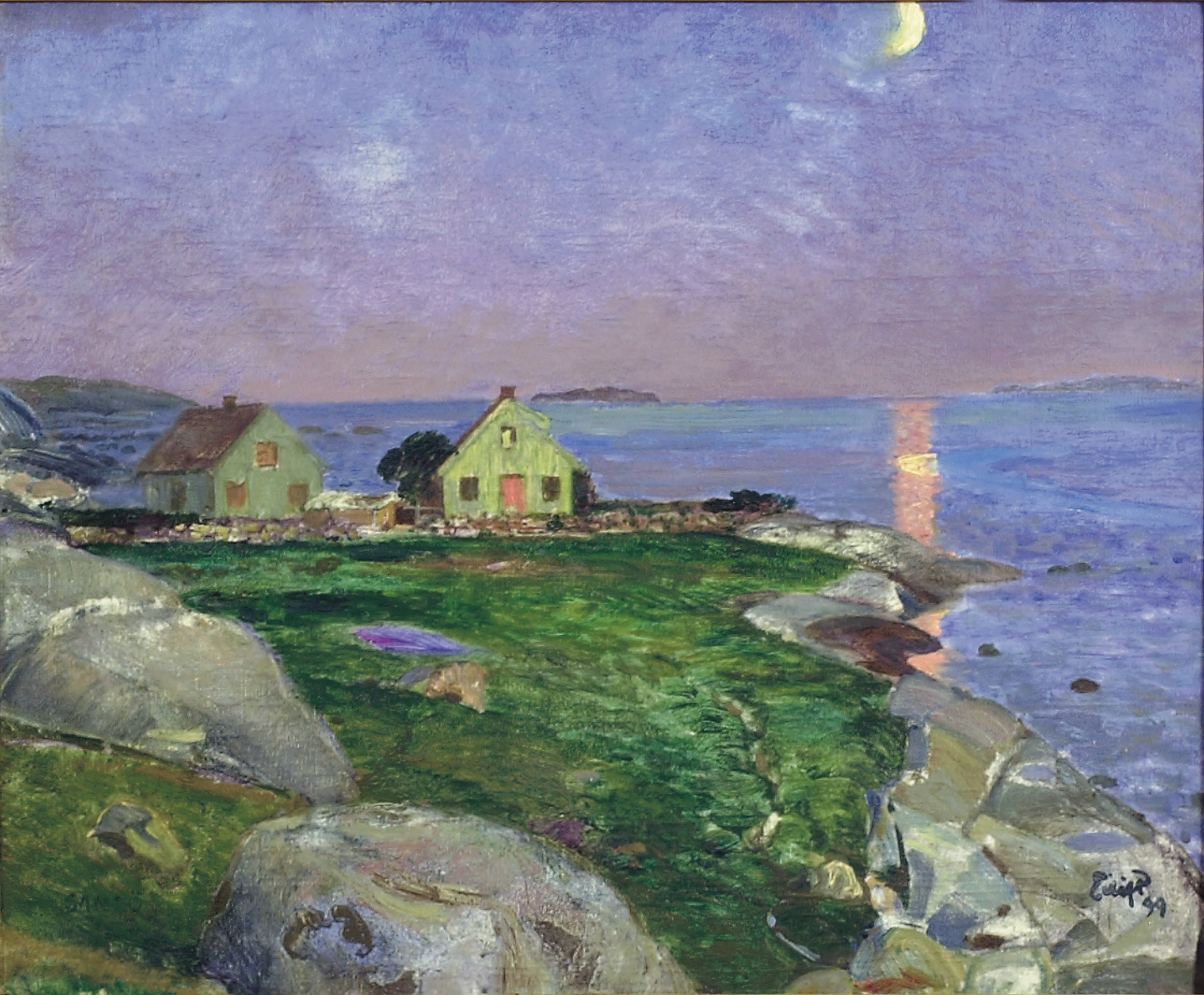
Sandø (1899)
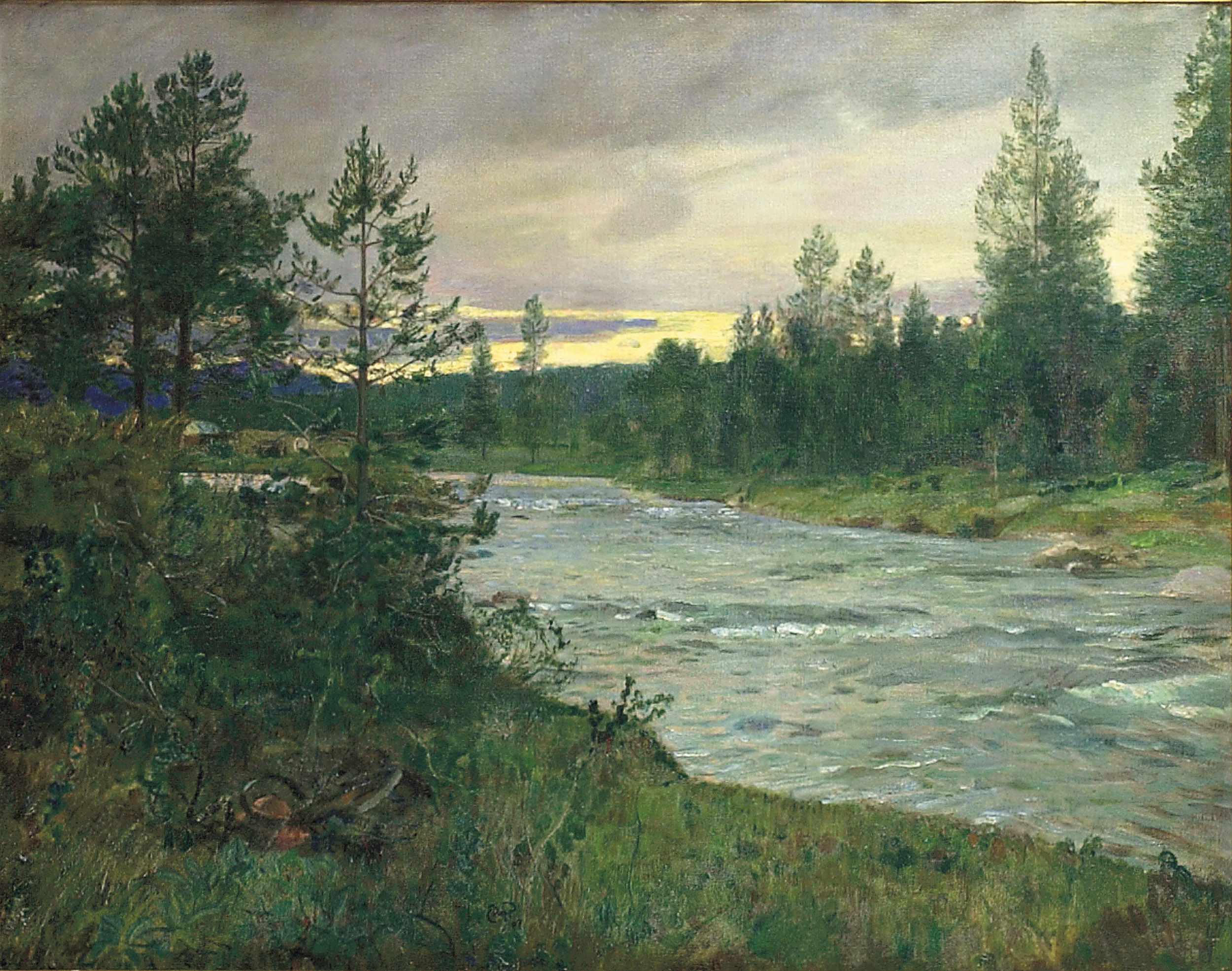
Fra Sevilosen ved Savalen  (1907)
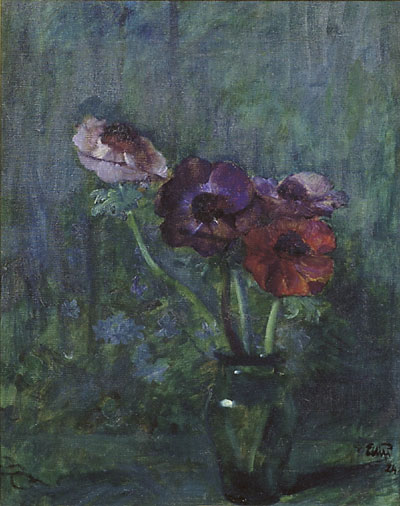
Anemoner (1924)